# Chalcedońskie wyznanie wiary
Chalcedońskie wyznanie wiary – symbol ogłoszony w czasie Soboru chalcedońskiego (451 r.). Powstało na skutek nieporozumień pomiędzy Kościołami Wschodu i Zachodu na temat wcielenia Chrystusa. Potwierdziło, że wcielony Syn jest prawdziwie Bogiem i człowiekiem – jedną osobą z dwiema naturami.
Treść:

Zgodnie ze świętymi Ojcami wszyscy jednomyślnie uczymy wyznawać, że jest jeden i ten sam Syn, Pan nasz Jezus Chrystus, doskonały w Bóstwie i doskonały w człowieczeństwie, prawdziwy Bóg i prawdziwy człowiek, złożony z duszy rozumnej i ciała, współistotny Ojcu co do Bóstwa i współistotny nam co do człowieczeństwa, „we wszystkim nam podobny prócz grzechu”, przed wiekami zrodzony z Ojca co do Boskości, w ostatnich czasach narodził się co do człowieczeństwa z Marii Dziewicy, Matki Bożej, dla nas i dla naszego zbawienia. Jednego i tego samego Chrystusa Pana, Syna Jednorodzonego, należy wyznawać w dwóch naturach: bez zmieszania, bez zmiany, bez podzielenia i bez rozłączenia. Nigdy nie zanikła różnica natur przez ich zjednoczenie, ale zostały zachowane cechy właściwe obu natur, które się spotkały, aby utworzyć jedną osobę i jedną hipostazę. Nie wolno dzielić Go na dwie osoby ani rozróżniać w Nim dwóch osób, ponieważ jeden i ten sam jest Syn, Jednorodzony, Bóg, Słowo i Pan Jezus Chrystus, zgodnie z tym, co niegdyś głosili o Nim Prorocy, o czym sam Jezus Chrystus nauczał i co przekazał nam Symbol Ojców.